# Can't Stop Laughing
Can't Stop Laughing är Andi Almqvists debutalbum, utgivet på skivbolaget Rootsy 2005. 

## Låtlista
Där inte annat anges är låtarna skrivna av Andi Almqvist.
1. "Big Black Dog Blues" - 3:24
2. "Boneyard Blues" - 3:05 (Andi Almqvist, Jon Eriksson)
3. "Can't Stop Laughing" - 3:51
4. "The Devil Is a Girl" - 2:55 (Andi Almqvist, Jon Eriksson)
5. "Weekend Trip to Hell" - 4:24
6. "Deadbeat" - 3:24 (Andi Almqvist, Jon Eriksson)
7. "Rain" - 2:39
8. "Black Train" - 3:28
9. "The Old Gal and the Fat Man" - 4:11
10. "San Pedro Sula" - 8:05
11. "Exit Song" - 3:05

## Mottagande
Helsingborgs Dagblad gav skivan 3/5 och skrev "Det låter riktigt rått stukat, vitalt. Det är opolerat och busigt utan att vara slarvigt. Okynnigt liksom, inte alltid på fullaste allvar, ens när det är på riktigt."